# ワング・ラボラトリーズ
ワング・ラボラトリーズ（英: Wang Laboratories）は、アン・ワング（王安）と G. Y. Chu が1951年に創立したコンピュータ企業。1980年代には、3万人の従業員を抱え、年間30億ドルの売り上げを達成していた。アン・ワングは、事業戦略と製品戦略を常に1人で指揮していた。
アン・ワングは、同社が株式公開されるにあたって、ワング（王）一族が実権を握り続けられるような仕組みを採用した。株式をクラスBとクラスCの2種類にわけ、議決権がクラスCの10分の1であるクラスBの比率を大きくした。市場で売買されたのは主にクラスBで、ワング一族はクラスCの株式を保有し続けた。ワング・ラボラトリーズの株式はニューヨーク証券取引所(NYSE)に上場されたが、このようなやり方はNYSEの規定では許されず、同社の株式はNYSEからは撤退し、アメリカン証券取引所に移管された。
アン・ワングの指揮の下で、同社は次々と異なる市場の製品を発売していった。

## 植字機
同社の最初の主な製品は、1964年の Linasec である。これは、特殊用途のコンピュータで、自動化されたライノタイプ向けの紙テープを作成するよう設計されていた。これは写真植字機を製造していた Compugraphic との契約で開発したものである。Compugraphic はロイヤリティ無しで Linasec を製造する権利を保持していた。そのため、ワング自身の製造したものは市場から締め出されてしまった。

## 電卓
1965年、対数を計算できる初の電卓 Wang LOCI-2 が発売された。集積回路を使っていない電卓としてはかなり意欲的な製品で、1275個のトランジスタを使っていた。乗算を対数の加算を行うことで実現しており、誤差が表示にも現れやすかった（例えば、2×2 = 3.999999999 となった）。
1965年から1971年ごろまで、ワングは電卓製造会社として成功していた。ワングの電卓は、ニキシー管を表示に使い、三角関数などをサポートし、磁気コアメモリを巧妙に利用していた。当時のライバルとしては、1968年に HP9100A を発売したヒューレット・パッカードや、機械式計算器を製造していたモンローやマーチャントがあった。
ワングの電卓は、科学技術計算向けとされたが、その後金融サービス業での採用も勝ち取った。70年代初め、アン・ワングは電卓がいずれ利益が出ないほど低価格化すると予想し、ビジネスの転換を図ることを決断した。

## ワードプロセッサ
ワングのワードプロセッサは、ユーザー向けマニュアルを書いていた Harold Koplow と David Moros が設計した。Koplow は不平分子であり、1975年にワードプロセッサの開発を命じられたころ、解雇寸前だったという。ワードプロセッサ機 Wang 1200 WPS は1976年6月に発売されると同時に人気となった。後継機として 1977年に Wang OIS（Office Information System）が登場した。
これらの機器は技術的躍進であった。マルチユーザーシステムであり、各ワークステーションは普通の端末のような形状だが、Z80マイクロプロセッサと64KBのメモリを搭載していた。主装置にはディスク記憶装置があり、これを複数のワークステーションで共有する。それらの接続には高速な同軸ケーブルによる "928 Link" が使われた。OIS 同士をネットワーク接続することもでき、百人以上のユーザーがファイルを共有可能であった。非常に操作が容易で、専属のオペレータが不要であった。これらシステムのソフトウェアは、全てワング・ラボラトリーズ社内で開発し、アーキテクチャやインタフェースは全て秘密とされた。
1980年代後半、イギリスのドキュメンタリー番組は、ワングがカナダの競合企業 AES Wordplex を標的に不当な競争を仕掛けていることを告発した。これは、他社製品のユーザーに対して、ワングの製品に乗り換えるなら大幅な値引きをするという戦略であった。このような積極的な戦略により、ワングは市場シェアを拡大していった。Wordplex は後に Norsk Data に買収されている。欧米では、ワープロ専用機の市場は、パーソナルコンピュータの登場と共に急速に縮小していった。特に IBM PC の MultiMate は、ワングのワードプロセッサの機能とインタフェースを再現したものであった。

## パーソナルコンピュータと関連製品
IBM PC が発売されると、ワングの OIS システムの市場を奪う現象が発生し、ワングは対抗するためにパーソナルコンピュータを発売した。Intel 8086 を使い、OIS や後述する VS システムの端末としても使えるようになっていた。
問題は、それがPC/AT互換機ではなかったという点である。ワングでは、IBM が使った8ビットバスではなく、16ビットバスを使った。ワングはその方が入出力が高速であり、結果としてアプリケーションも高速動作できると主張した。しかし、IBM PC 向けの様々なソフトウェアは、そのままではワングのPCでは動かず、ワング向けのソフトウェアや移植されたソフトウェアのみが動作した。主要なアプリケーションは、ワング自身が開発したワープロとマイクロソフトのMultiplanであった。アプリケーション不足により、ワングの最初のPCは失敗に終わり、IBM PC 互換の Intel 80286 を使った新機種が投入されることになった。
1990年、タブレットとスタイラスを備え、音声の録音が可能で、電子メール機能も備えた Wang Freestyle がリリースされた。Freestyle という名称はアメリカで有名になったが、高機能故に価格も高く、ほとんど売れなかった。

## Wang 2200

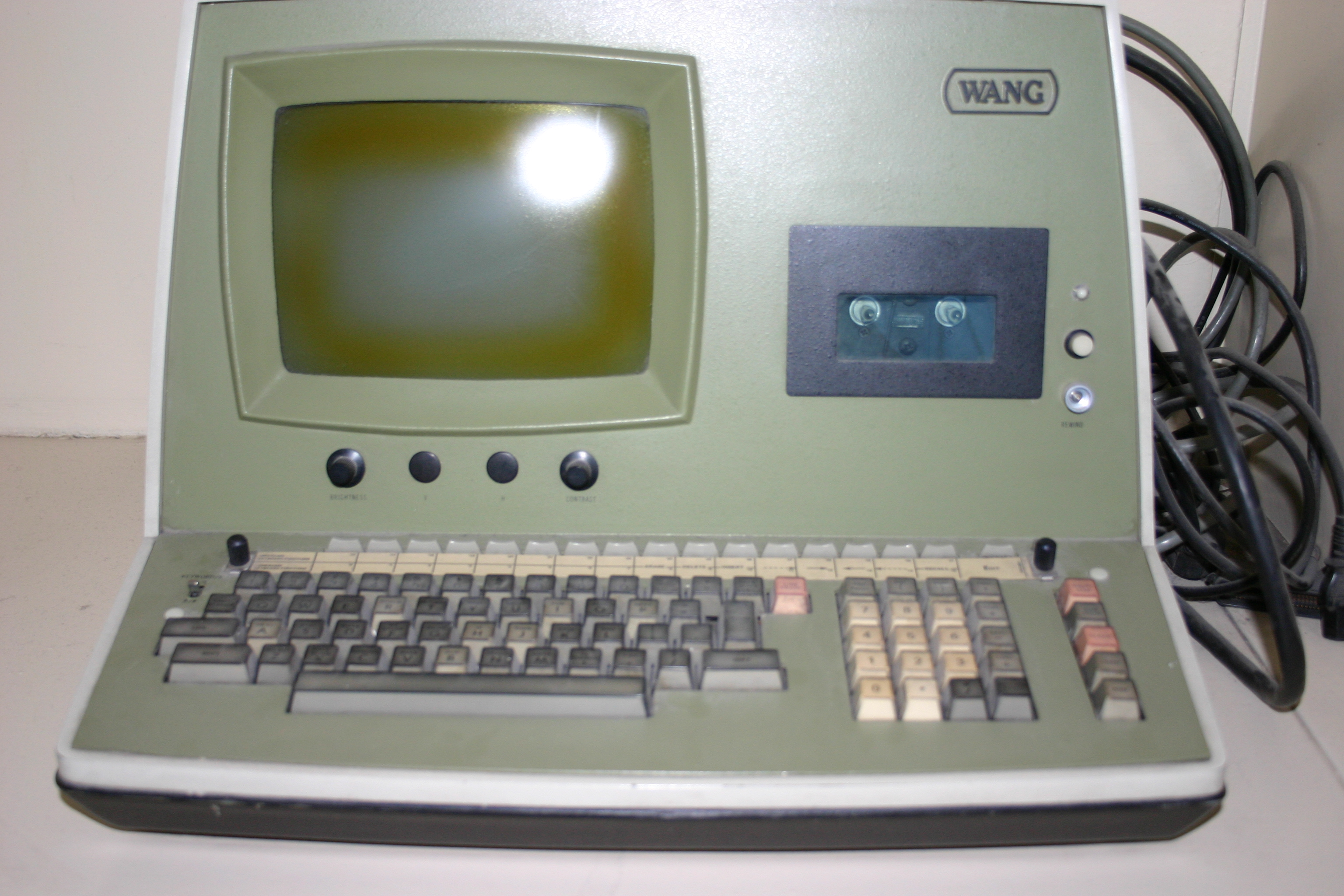
Wang 2200（ミニコンピュータ）

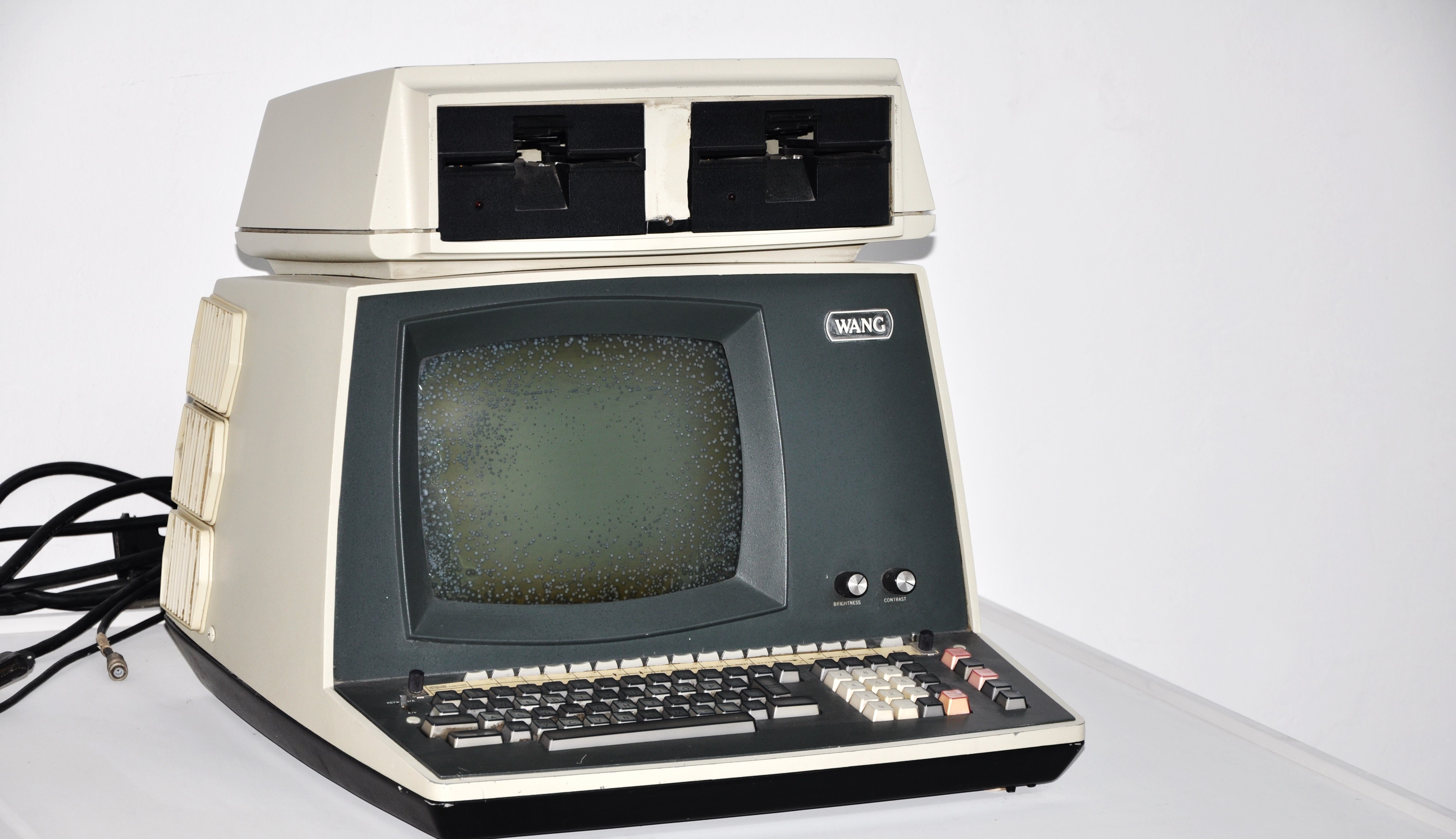
Wang 2200 PCS II（パーソナルコンピュータ）

ワングは、電卓からワープロ機へと移行する中で、小型コンピュータシステム（日本で言えばオフィスコンピュータ）もリリースしている。1973年5月、Wang 2200 がリリースされた。筐体にディスプレイとキーボード、コンパクトカセットを使った記憶装置を備えていた。BASICインタプリタが動作する。総計 65,000 台が出荷された。その後、デスクトップパソコン型のものや、16台までのワークステーションを接続できる中規模のものが1980年代初めごろまでに登場した。
VS や OIS といった他の製品とは異なり、ワングは 2200 に関しては積極的に付加価値再販業者(VAR)を利用した。VS の登場で影が薄くなっていったが、ワングは1980年代後半に後継機 2200 CS を開発し、2200 ユーザー企業の多くはこれに乗り換えた。その後は後継機も開発されていないが、1997年時点で200システムが世界中で稼働中と報告されている。

## Wang VS シリーズ
1978年、Wang VS の最初の機種がリリースされた。これは、DECのVAXと同じ時期であり、Wang VS は 27年後も使われ続けた。その命令セットは System/360 と互換性があるが、360 向けのソフトウェアは動作できない。VS のオペレーティングシステムやシステムソフトウェアは独自のもので、対話型処理とバッチ処理が可能であった。主にビジネスデータ処理に使われた。様々なプログラミング言語をサポートしていたが、主な言語はCOBOLである。統合開発環境でサポートされていた言語としては、アセンブリ言語、COBOL 74、COBOL 85、BASIC、Ada、RPG II、C言語、PL/I、FORTRAN、Glossary（Wang OIS上の独自言語）、MABASIC、Procedure（スクリプト言語）がある。PascalはI/Oコプロセッサ向けの開発用に提供された。Wang PACE（Professional Application Creation Environment）という4GLとデータベースが1980年代中盤からよく使われるようになった。主なアプリケーションとしては Wang OFFICE や Wang WP がある。
Wang VS シリーズは、業界ではミニコンピュータに分類された。1992年の Charles Kenney の本でもミニコンピュータとされている。VS のハイエンド機はメインフレームに匹敵するという見方もあったが、アン・ワングはその用語を使わせなかった。彼の自伝でも、VS 300 をメインフレームとは呼ばず、「メインフレームの性能に匹敵する」としている。彼は、IBM が市場を独占している大型機のみを「メインフレーム」と考えており、独占できていない中小型機は「メインフレーム」ではなく「ミニコンピュータ」と考えていた。彼は「ミニコンピュータ市場はまだ健全だ。これは顧客にとってもメーカーにとっても良いことだ」と書いている。

## IBMとの関わり
アン・ワングは、IBM に対抗心を持っていた。その原因の1つにIBMとの磁気コアメモリに関する特許問題（1955年ごろ）がある。Charles Kenney は次のように記している。
ジャック・コナーズは、ワング博士がワング・ラボラトリーズの成長予測グラフを示し、1990年代半ばにはIBMに追いつくだろうと言ったのを覚えている。「彼は長い間、その考えを保持していた」とコナーズは言う。「そして、彼はそれを信じていた」
ワング・ラボラトリーズは、コンピュータ企業として初期にテレビコマーシャルによる宣伝を行った企業でもあった。スーパーボウルでのCMを行ったのも業界では最初である。最初のCMでは、ワングをダビデ、IBM をゴリアテに見立てていた。別のCMでは、IBM に狙いを定めている軍用ヘリコプターとしてワング・ラボラトリーズを描いた。
ワングは、IBM とまともに対抗できるコンピュータ企業になろうとしていた。VS 以前、ワング・ラボラトリーズは、いわゆるコンピュータ企業とは見なされていなかった。電卓にしても、ワードプロセッサにしても、顧客企業の経営に影響するようなものではなかったからである。Wang VS は、企業のIT部門と直接交渉できるだけの製品だった。アン・ワングは著書で VS の販売について「我々は積極的にデータ処理に強いセールスマン…特に Fortune 1000 に挙げられている企業のMIS部門の責任者と交渉した経験のある者を雇った」と書いている。
ワングは、1980年代に IBM と DEC の市場に押し入ったが、IBM の市場に大きな影響を与えることはできなかった。アン・ワングがいかに IBM と対抗したかったとしても、営業部門は VS のデータ処理機能についてよく知らなかったのである。VS は中小企業で主に採用され、大企業ではせいぜいメインフレームのゲートウェイに使われる程度だった。例えば、エクソンモービルは、13台の（メインフレーム級と言われた）VS 300 を、メインフレーム上の情報を経営陣がオンラインで参照可能な形にする処理にのみ使っていた。
1980年代後半、VS は全世界で約3万システムが稼動していた。

## 衰退
PC業界では、ワングの失敗の原因は、ワープロ専用機に固執して、汎用的なパーソナルコンピュータに移行しなかったせいだと言われていた。しかし、PCが隆盛を迎えたころ、ワングの中心事業は Wang VS というミニコンピュータであった。しかし、ミニコンピュータ市場も間もなくPCやPCサーバ（あるいはUNIXサーバ）に侵食されていった。ワングは、1990年代になったころ、次の戦略を打ち立てられなかった。
アン・ワングは、息子のフレッド・ワングに会社の苦境を救う仕事を任せた。フレッド・ワングはビジネススクールを卒業していたが、Charles Kenney によれば「彼は父に強要されたポジションに向いていなかった」。当初、研究開発部門の責任者とされ、後に社長となったが、そのために有能な従業員が辞めていった。
フレッド・ワングが研究開発部門の責任者だったころ、1つの転換点を迎えた。1983年10月4日、ワング・ラボラトリーズは14の新製品を発表し、出荷日を示した。発表は好評だったが、そこに問題が潜んでいた。Datamation 誌によると、ワングは「台所の流し台以外のあらゆるもの」を発表した。「そして、パーソナルコンピュータに台所の流し台が接続できるなら、彼らはそれも発表するだろう」と、続けている。それら新製品のほとんどは開発が始まってもいなかった。一部は遅れて出荷されたが、他は出荷されることはなかった。いわゆる「ベーパーウェア」であり、フレッド・ワングとワング・ラボラトリーズの信頼は損なわれたのである。
1986年、フレッド・ワングは36歳の若さでワング・ラボラトリーズの社長に就任した。1989年8月4日、アン・ワングは息子を解雇した。後任として1988年から勤めていた Richard W. Miller が社長に就任した。1989年12月、Miller はソフトウェアの各種業界標準を採用するという方針転換を発表した。アン・ワングが1990年3月に死去すると、大規模なリストラが敢行され、1990年8月には銀行からの借金を返済したが、年度としては赤字を記録した。
1990年11月、初のUNIXワークステーションを発表。しかし、市場ではあまり振るわなかった。VS 上でも UNIX を動作させたが、ネイティブOS上のエミュレーションで動作していたため、性能が悪かった。評判の良かった 4GL の PACE は UNIX には移植されなかった。1990年に Miller が雇った Ira Magaziner は、ハードウェアの製造をやめて、ソフトウェア企業に転身することを提案した。1991年3月、同社は Office 2000 というマーケティング戦略を採用し、オフィス生産性関連に注力することになった。1991年6月、ワングはIBMのコンピュータ RS/6000 の再販を開始した。1991年8月、ワングはSIMMに関する特許紛争で日本電気と東芝に勝利した。1991年度も同社は赤字を記録した。
1992年8月18日、ワング・ラボラトリーズは倒産した。
6000万ドルで建設された3つの建物は、52万5千ドルで売却された。現在では、その建物は CrossPoint Tower と呼ばれ、シスコシステムズ、モトローラ、コダック、AT&Tなどのオフィスが入居している。
Richard Miller は1993年1月、会長兼CEOの座を降り、AT&Tに移っていった。

## 倒産後
同社は倒産から1,2年後に2億ドルかけて再生されることになった。1990年代後半、オリベッティが同社を買い取り、Wang Global と改称させ、ネットワークサービス業の会社とした。その後、1999年、Wang Global はオランダのジェトロニクスに買収された。
Wang VS は倒産後は積極的に販売されていなかったが、ジェトロニクスは（2006年2月現在）世界中に1000から2000稼動しているといわれる VS の顧客向けに新製品を提供している。